# Мир сошёл с ума
Мир сошёл с ума (англ. The World Gone Mad) — американский докодексовый криминальный фильм 1933 года, снятый Кристи Кэбэнном, с Пэтом О’Брайеном, Эвелин Брент и Нилом Хэмилтоном в главных ролях. Он был снят с малым бюджетом независимой компанией Majestic Pictures, предшественницей Republic Pictures.

## Сюжет
Когда окружного прокурора, который расследовал мошенничество со стороны директоров коммунальной компании, внезапно убивают, его остроумному другу-газетчику (Пэт О’Брайен) становится любопытно. Он и новый окружной прокурор (Нил Хэмилтон) ведут это дело независимо друг от друга. Образованные, но зловещие бизнесмены, сомнительный владелец ночного клуба, специализирующийся на «импорте и экспорте», несколько красивых молодых женщин, всегда появляющихся в вечерних платьях, тип «любителя латиноамериканской литературы», читающий Казанову, и множество учтивых мужчин обеспечивают приятное зрелище в течение фильма.

## В ролях
- Пэт О’Брайен — Энди Террелл
- Эвелин Брент — Карлотта Ламонт
- Нил Хэмилтон — Лайонел Хьюстон
- Мэри Брайан — Диана Кромвель
- Луи Кэлхерн — Кристофер Бруно
- Дж. Кэррол Нэш — Рамон Сальвадоре
- Бастер Фелпс[англ.] — Ральф Хендерсон
- Ричард Такер — Грэм Гейнс
- Джон Сент-Полис[англ.] — Гровер Кромвель
- Дженива Митчелл — Эвелин Хендерсон
- Уоллис Кларк[англ.] — окружной прокурор Эйвери Хендерсон
- Хантли Гордон[англ.] — Осборн